# ليتو ألفاريز
ليتو ألفاريز (بالإسبانية: Lito Álvarez)‏ مواليد 5 ديسمبر 1947 في بوينس آيرس، الأرجنتين، هو لاعب كرة مضرب أرجنتيني سابق كان يلعب باليد اليمنى.

## روابط خارجية
- ليتو ألفاريز على موقع رابطة محترفي التنس (الإنجليزية)
- ليتو ألفاريز على موقع الاتحاد الدولي لكرة المضرب (الإنجليزية)
- ليتو ألفاريز على موقع كأس ديفيز (الإنجليزية)
- ليتو ألفاريز على موقع خلاصة التنس.كوم (الإنجليزية)